# Coyotes du Dakota du Sud
Les Coyotes du Dakota du Sud (en anglais : South Dakota Coyotes) sont le club omnisports universitaire de l’université du Dakota du Sud à Vermillion au Dakota du Sud.